# Kimberly Kane
Kimberly Kane, född 28 augusti 1983 i Tacoma i Washington i USA, är en amerikansk skådespelare i pornografisk film, som medverkat i över 85 filmer sedan debuten 2003.
Hon har gjort flest scener med Ashley Blue.